# Hafnia
Hafnia es un género de bacterias gramnegativas de la familia Hafniaceae. Fue descrito en el año 1954. Su etimología hace referencia a Hafnia, antiguo nombre latín de Copenhague. Es una enterobacteria, en forma de bacilo, anaerobia facultativa, con flagelación perítrica. Se encuentra ampliamente distribuida en la naturaleza y forma parte de la microbiota intestinal de varios animales, incluido el humano. Además, se puede encontrar en varios alimentos, en los que tiene un papel beneficioso. Por el contrario, también puede producir distintos tipos de infecciones, aunque su aislamiento en el laboratorio clínico suele ser poco común. Hay un fago específico de Hafnia, el fago 1672, que antiguamente se utilizó para la identificación de esta bacteria.
Actualmente hay tres especies descritas: Hafnia alvei y Hafnia paralvei, que son las que pueden causar infecciones, y Hafnia psychrotolerans que es una especie únicamente ambiental. H. alvei es la especie tipo y la que está mejor estudiada en todos los ámbitos.  